# Charlotte Chucky Tate
Charlotte Chucky Tate ist eine US-amerikanische Persönlichkeitspsychologin. Sie ist Professorin an der San Francisco State University und bezeichnet sich selbst als „männlich präsentierte“ Transfrau, die lesbisch orientiert ist.

## Identität
Charlotte tritt als Persönlichkeit auf, die von der Gesellschaft als maskulin angesehen und dementsprechend auch eingeordnet wird, obwohl sie sich bezogen auf ihre Geschlechtsidentität als Frau fühlt. Sie bezeichnet sich selbst als Transfrau, weil ihr Körper bei der Geburt als männlich eingestuft wurde und sie sich aber nicht als Mann fühlt. Bei einigen Publikationen tritt sie als Charlotte Chuck/y Tate oder als Chuck Tate auf, um mehrere Identitäten zu repräsentieren. Sie möchte als Frau, Transgender und Butch-Lesbe („männlich“ wirkende lesbische Frau) gleichzeitig sichtbar sein.

## Ausbildung und Forschung
Charlotte Chucky hatte 1999 den Bachelor of Science an der University of Chicago erlangt. Im Jahr 2001 absolvierte sie den Master of Science und später den Ph.D. in Social/Personality an der University of Oregon im Jahr 2006. Heute hat Charlotte Chucky eine Professur an der Universität in San Francisco inne und ist in dem Labor SPAMS (Social Perception, Attituted, Mental Simulation) tätig. Die Themenschwerpunkte von Charlotte Chucky Tate sind soziale Wahrnehmung, soziale Einstellungen und mentale Simulation.
Mit sozialer Wahrnehmung ist gemeint, wie Personen sich selbst wahrnehmen und ob sie sich dann als cis-gender, trans-gender oder queer-gender identifizieren. Dabei werden die Wahrnehmung von anderen und die eigene Wahrnehmung von sich selbst miteinander verglichen und als soziale Wahrnehmung vereint.
Soziale Einstellung beinhaltet Vorurteile und Diskriminierungen auf Basis der sozialen Kategorien Gender, Race und sexuelle Orientierung. Gruppeneinstellungen bezüglich einzelner Personen und die Folgen dieser Einstellungen für die Gruppe und für andere sind hier der Schwerpunkt.
Unter mentale Simulation werden kognitive Prozesse als „mentale Zeitreise“ verstanden. Diese mentalen Zeitreisen starten bei faktischem Denken über die Vergangenheit und gehen bis zu Prognosen für die Zukunft. Der Fokus liegt hier auf Auswirkungen dieser Prozesse auf kognitive und emotionale Prozesse sowie das Verhalten der Personen.

## Auszeichnungen und Mitgliedschaften
Insgesamt bekam Charlotte Chucky zehn Auszeichnungen, wo die Golden Key National Honor Society membership im Jahr 1998 und der APA Dissertation Research Award von der American Psychological Association 2005 nur wenige darstellen. Seit 2000 ist sie Mitglied in der Association for Psychological Science (APS).